# Одјерне
Одјерне (фр. Audierne) је насељено место у Француској у региону Бретања, у департману Финистер.
По подацима из 2011. године у општини је живело 2153 становника, а густина насељености је износила 729,83 становника/km².

## Демографија
| 1962. | 1968. | 1975. | 1982. | 1990. | 2011. |
| ----- | ----- | ----- | ----- | ----- | ----- |
| 3.782 | 3.794 | 3.517 | 3.033 | 2.746 | 2.153 |